# Kobbie Mainoo
Kobbie Boateng Mainoo (Stockport, 19 de abril de 2005) é um futebolista inglês de ascendência ganesa que atua como meio-campista. Atualmente joga no Manchester United.

## Carreira

### Manchester United
Formado no Cheadle & Gatley, Mainoo chegou ao Manchester United aos 9 anos de idade, em 2014. Em maio de 2022, assinou seu primeiro contrato profissional com os Red Devils, e após uma boa atuação contra o Carlisle United pelo EFL Trophy, foi convocado para treinar com o time principal em outubro do mesmo ano.
Pouco tempo depois, foi relacionado pela primeira vez para um jogo da equipe principal do United, contra o Newcastle United, mas não saiu do banco de reservas. A estreia de Mainoo como profissional foi em janeiro de 2023, na vitória por 3 a 0 sobre o Charlton Athletic, pela Copa da Liga Inglesa, enquanto a primeira partida na Premier League foi em fevereiro, entrando como substituto frente ao Leicester, que também sairia derrotado pelo mesmo placar.
Durante a pré-temporada do United nos Estados Unidos, Mainoo sofreu uma lesão que o afastou das primeiras partidas da equipe. Recuperado, entrou em campo pela primeira vez na temporada 2023–24 na vitória por 3 a 0 sobre o Everton, levando ainda o prêmio de melhor jogador da partida, e sua estreia em torneios continentais foi contra o Galatasaray, pela Liga dos Campeões da UEFA, também saindo do banco de reservas no empate por 3 a 3.
Em janeiro de 2024, o meio-campista marcou seu primeiro gol como profissional na vitória por 4 a 2 sobre o Newport County, pela Copa da Inglaterra, e 3 dias depois, fez o gol da vitória sobre o Wolverhampton Wanderers por 4 a 3, que foi eleito o gol do mês da Premier League em fevereiro de 2024.
Em abril do mesmo ano, tornou-se o atleta mais jovem dos Red Devils a marcar um gol sobre o Liverpool no North West Derby, aos 18 anos e 354 dias, superando Wayne Rooney, que tinha 19 anos e 83 dias quando balançou as redes no clássico disputado em janeiro de 2005, e o segundo mais novo a fazê-lo.
Na final da FA Cup daquela temporada, Mainoo e Alejandro Garnacho garantiram a vitória do United diante o Manchester City com um gol cada. Desse modo, como fizeram no passado pela FA Youth Cup, a dupla jovem do clube conseguiu conquistar o seu primeiro título de Copa da Inglaterra.

## Seleção Nacional
Entre 2021 e 2022, Mainoo atuou 5 vezes pela seleção Sub-17 da Inglaterra, com um gol marcado. Além de representar as categorias Sub-18 e Sub-19, chegou a ser convocado para defender o time Sub-21 do English Team, porém seu desempenho no Manchester United fez com que o treinador inglês Gareth Southgate convocasse o meio-campista para a seleção principal pela primeira vez em março de 2024 para os amistosos contra Brasil (entrou no lugar de Conor Gallagher aos 30 minutos do segundo tempo) e Bélgica (atuou por 75 minutos antes de ser substituído por James Maddison).

## Estilo de jogo
Além de ser meio-campista, Mainoo também atua como volante e meia-atacante. O ex-zagueiro Rio Ferdinand comparou o estilo de jogo com o do neerlandês Clarence Seedorf, enquanto o técnico Erik ten Hag elogiou a capacidade do jogador em "se adaptar rapidamente a vários níveis".

## Títulos
Manchester United Sub-18
- FA Youth Cup: 2021–22[26]

Manchester United
- Copa da Liga Inglesa: 2022–23
- Copa da Inglaterra: 2023–24

### Individuais
- Gol do Mês da Premier League: Fevereiro de 2024[27]
- Prêmio Jimmy Murphy de Melhor Jogador Jovem do Manchester United da temporada: 2022–23[28]
- 3º Colocado no Troféu Kopa de 2024